# Нано-
нано- (на старогръцки: νᾶνος - джудже) е десетична представка от система SI, въведена през 1960 г. Означава се с n и означава умножение с 10-9 (0,000 000 001, една милиардна).
Когато представката се употребява за понятие, различно от единица за измерване, тя означава отнасяне към нанотехнологията.
Примери:
500 nF = 500·10-9 F = 0,000 000 5 F
200 nm = 200·10-9 m = 0,000 000 2 m